# Hexatoma longiradius
Hexatoma longiradius är en tvåvingeart som beskrevs av Alexander 1938. Hexatoma longiradius ingår i släktet Hexatoma och familjen småharkrankar.
Artens utbredningsområde är Vietnam. Inga underarter finns listade i Catalogue of Life.